# Sadaura
Sadaura é uma cidade  no distrito de Yamunanagar, no estado indiano de Haryana.

## Demografia
Segundo o censo de 2001, Sadaura tinha uma população de 13 181 habitantes. Os indivíduos do sexo masculino constituem 53% da população e os do sexo feminino 47%. Sadaura tem uma taxa de literacia de 71%, superior à média nacional de 59,5%: a literacia no sexo masculino é de 76% e no sexo feminino é de 66%. Em Sadaura, 11% da população está abaixo dos 6 anos de idade.